# Trachemys venusta
Espèce
Synonymes
- Testudo panama Perry, 1810
- Emys venusta Gray, 1856
- Emys valida LeConte, 1860
- Emys salvini Günther, 1885
- Emys cataspila Günther, 1885
- Emys grayi Bocourt, 1868
- Trachemys scripta venusta (Gray, 1856)

Trachemys venusta est une espèce de tortue de la famille des Emydidae.

## Répartition
Cette espèce se rencontre du Mexique à la Colombie : 
- Trachemys venusta venusta se rencontre au Belize, au Guatemala, au Honduras et au Mexique dans les États de Campeche, du Chiapas, d'Oaxaca, de Quintana Roo, de Tabasco, de Veracruz et de Yucatán ;
- Trachemys venusta cataspila se rencontre au Mexique dans les États de San Luis Potosí, de Tamaulipas et de Veracruz ;
- Trachemys venusta grayi se rencontre au Salvador, au Guatemala et au Mexique dans les États du Chiapas et d'Oaxaca ;
- Trachemys venusta iversoni se rencontre au Mexique dans l'État de Yucatán ;
- Trachemys venusta panamensis se rencontre à Panamá ;
- Trachemys venusta uhrigi se rencontre au Costa Rica, au Honduras, au Nicaragua, à Panamá et en Colombie dans les départements d'Antioquia et de Chocó.

## Liste des sous-espèces
Selon TFTSG (8 janvier 2012) :
- Trachemys venusta cataspila (Günther, 1885)
- Trachemys venusta grayi (Bocourt, 1868)
- Trachemys venusta iversoni McCord, Joseph-Ouni, Hagen & Blanck, 2010
- Trachemys venusta panamensis McCord, Joseph-Ouni, Hagen & Blanck, 2010
- Trachemys venusta uhrigi McCord, Joseph-Ouni, Hagen & Blanck, 2010
- Trachemys venusta venusta (Gray, 1856)

## Publications originales
- Gray, 1856 "1855" : Catalogue of Shield Reptiles in the Collection of the British Museum. Part I. Testudinata (Tortoises). British Museum, London, p. 1-79 (texte intégral).
- Bocourt, 1868 : Description de quelques chéloniens nouveaux appartenant a la faune Mexicaine. Annales des Sciences Naturelles, Zoologie et Paléontologie, Paris, ser. 5, vol. 10, p. 121–122 (texte intégral).
- Günther, 1885 : Reptilia and Batrachia, Biologia Centrali-Américana, Taylor, & Francis, London, p. 1-326 (texte intégral).
- McCord, Joseph-Ouni, Hagen & Blanck, 2010 : Three New Subspecies of Trachemys venusta (Testudines: Emydidae) from Honduras, Northern Yucatán (Mexico), and Pacific Coastal Panama. Reptilia, vol. 71, p. 39-49 (texte intégral).